# Kodi
Kodi (до 2014 року — XBMC) — кросплатформне відкрите програмне забезпечення для організації медіацентру.
Спочатку, 2002 року проєкт XBMC був націлений на створення відкритого мультимедіа плеєра для гральної приставки XBOX, але в процесі розвитку трансформувався в крос-платформовий медіацентр, що працює на сучасних програмних платформах. Готові установні пакунки доступні для Mac OS X (x86, PPC), FreeBSD, Linux (ARM, PPC, x86 і x86-64), Android, Raspberry Pi, Windows, Apple TV і Apple iOS. Початковий код проєкту поширюється під ліцензією GPLv2+.
Влітку 2014, перед випуском версії 14 продукту, розробники медіацентру XBMC ухвалили рішення перейменувати проєкт, бо старе ім'я не відповідає сучасним реаліям і не дозволяє зареєструвати торгову марку. Перша проблема полягає у вантажі минулого, який тягнеться за проєктом через його ім'я. Формально XBMC розшифровується як XBox Media Center, але незважаючи на те, що спочатку проєкт створювався для XBox, підтримка даної платформи давно припинена і цілі проєкту помінялися. Крім того, XBMC вже вийшов за рамки звичайного медіацентру і скоріше є платформою для створення різнопланових розважальних центрів. Суть другої проблеми в тому, що XBMC є абревіатурою в якій фігурує слово Xbox. У результаті, проєкт не може зареєструвати торгову марку і не має юридичних важелів для контролю використання імені. Наприклад, шахраї можуть поширювати підроблені збірки XBMC і проєкт не може цьому протистояти.
Ім'я Kodi не несе якогось певного змісту і вибрано виключно через приємне звучання. Правила використання торгової марки Kodi будуть подібними до правил організації Mozilla Foundation, яка забороняє використання імені та логотипу Firefox для модифікованих складань.
З цікавих функцій Kodi можна відзначити
- підтримка широкого спектра форматів мультимедіа і засобів апаратного прискорення декодування відео;
- підтримка пультів дистанційного керування;
- можливість програвання файлів по FTP/SFTP, SSH і WebDAV;
- можливість віддаленого управління через вебінтерфейс;
- наявність гнучкої системи плаґінів, реалізованих на мові Python і доступних для установки через спеціальний каталог доповнень;
- підготовка плаґінів для інтеграції з популярними online-сервісами;
- можливість завантаження метаданих (текстів пісень, обкладинок, рейтингу тощо) для наявного контенту.

На базі Kodi розвивається близько десятка комерційних телеприставок і кілька відкритих відгалужень (Boxee, GeeXboX, 9x9 Player, MediaPortal, Plex).